# Lotononis lamprifolia
Lotononis lamprifolia är en ärtväxtart som beskrevs av B.-e.van Wyk. Lotononis lamprifolia ingår i släktet Lotononis och familjen ärtväxter. Inga underarter finns listade i Catalogue of Life.